# The Horrors
The Horrors são uma banda britânica de rock, formada em 2005, em Southend, Inglaterra. O seu álbum de estreia Strange House, lançado em 2007, alcançou o 37º lugar no top de vendas no Reino Unido e o seu segundo álbum, Primary Colours, lançado em 2009, atingiu o 25º. Em julho de 2011 eles lançaram o disco Skying que entrou no top 5 britânico.

## Membros
- Faris Rotter; (Faris Adam Derar Badwan) – vocalista
- Joshua Third, a.k.a. Von Grimm; (Joshua Mark Hayward) – guitarrista
- Tomethy Furse, (Tom Furse Fairfax Cowan) – tecladista (baixo em Strange House)
- Spider Webb, (Rhys Timothy Somerset Webb) – baixista (sintetizador em Strange House)
- Coffin Joe,(Joseph Patrick Spurgeon) – baterista

## Discografia

### Álbuns de estúdio
| Título          | Detalhes do álbum | Melhor posição | Melhor posição | Melhor posição | Melhor posição | Melhor posição | Melhor posição | Melhor posição | Certificações |
| Título          | Detalhes do álbum | UK             | BEL (FLA)      | BEL (Va)       | FRA            | MEX            | NZ             | EUA            | Certificações |
| --------------- | --- | -------------- | -------------- | -------------- | -------------- | -------------- | -------------- | -------------- | ------------- |
| Strange House   | - Lançamento: 5 de março de 2007 - Gravadora: Loog Records - Formats: CD, LP, download digital                           | 37             | -              | -              | -              | -              | -              | -              |               |
| Primary Colours | - Lançamento: 5 de maio de 2009 - Gravadora: XL Recordings - Formatos: 2LP, CD, download digital                         | 25             | 40             | -              | 141            | -              | -              | -              |               |
| Skying          | - Lançamento: 11 de julho de 2011 - Gravadora: XL Recordings - Formatos: 2LP, CD, download digital                       | 5              | 31             | 64             | -              | 91             | 30             | 97             | - BPI: Prata  |
| Luminous        | - Lançamento: 5 de maio de 2014 - Gravadora: XL Recordings - Formatos: CD, download digital                              | 6              | 56             | 93             | 111            | -              | 30             | 147            |               |
| V               | - Lançamento: 22 de setembro de 2017 - Gravadora: Wolf Tone/Caroline International - Formatos: 2LP, CD, download digital | 8              | 121            | 138            | 107            | -              | 10             | -              |               |

### EPs
| Lançamento            | Título                                               | Gravadora           |
| --------------------- | ---------------------------------------------------- | ------------------- |
| 24 de outubro de 2006 | The Horrors EP                                       | Stolen Transmission |
| 6 de outubro de 2008  | "Shadazz" (com a participação de Suicide e Nic Void) | Blast First Petite  |

### Singles
| Canção                        | Ano  | Melhor posição | Álbum           |
| Canção                        | Ano  | UK             | Álbum           |
| ----------------------------- | ---- | -------------- | --------------- |
| "Sheena Is a Parasite"        | 2006 | —              | Strange House   |
| "Death at the Chapel"         | 2006 | —              | Strange House   |
| "Count in Fives"              | 2006 | —              | Strange House   |
| "Gloves"                      | 2007 | 34             | Strange House   |
| "She Is the New Thing"        | 2007 | 89             | Strange House   |
| "Sea Within a Sea"            | 2009 | —              | Primary Colours |
| "Who Can Say"                 | 2009 | —              | Primary Colours |
| "Mirror's Image"              | 2009 | —              | Primary Colours |
| "Whole New Way"               | 2009 | —              | Primary Colours |
| "Still Life"                  | 2011 | 63             | Skying          |
| "I Can See Through You"       | 2011 | —              | Skying          |
| "Changing The Rain"           | 2012 | —              | Skying          |
| "So Now You Know"             | 2014 | —              | Luminous        |
| "I See You"                   | 2014 | —              | Luminous        |
| "Machine"                     | 2017 | —              | V               |
| "Something to Remember Me By" | 2017 | —              | V               |